# Ernesto Rapani
Ernesto Rapani (Rossano, 2 maggio 1967) è un politico italiano.

## Biografia
Si è laureato in Architettura presso l'Università degli Studi di Firenze ed esercita la professione di architetto.

### Attività politica
Inizia la sua carriera politica nel Fronte della Gioventù prima e nel Movimento Sociale Italiano poi, nelle cui liste è stato eletto consigliere comunale di Rossano alle elezioni comunali del 1993. Viene poi rieletto nelle liste di Alleanza Nazionale nelle successive elezioni del 1997 (venendo nominato assessore all'Urbanistica e allo Sport nella giunta di centrodestra presieduta da Giuseppe Caputo (uno dei primi sindaci di centrodestra), 2001 e 2006.
Alle elezioni amministrative del 2009 è eletto consigliere della provincia di Cosenza per il Popolo della Libertà nel collegio Rossano I, dove ottiene il 23,49%.
Nell'agosto 2012 si dimette da tutti gli incarichi interni al PdL, non condividendo la soppressione mediante decreto del Tribunale di Rossano e la chiusura degli ospedali di Trebisacce e Cariati disposta dalla giunta di centrodestra presieduta da Giuseppe Scopelliti.
Nel febbraio 2013, a seguito dello scioglimento del PdL, aderisce a Fratelli d'Italia, di cui diventa componente della Direzione Nazionale e coordinatore regionale nel 2016, rimanendo in carica fino al 2019, quando gli succede Wanda Ferro.
Alle elezioni regionali del 2014 si candida nelle liste di Fratelli d'Italia nella circoscrizione Calabria Nord (Cosenza) a sostegno della candidata presidente Wanda Ferro, ottenendo 1.829 preferenze ma non venendo eletto.
Alle elezioni amministrative del 2016 si candida a sindaco di Rossano alla guida di una coalizione composta da Fratelli d'Italia e da tre liste civiche, risultando essere il secondo candidato più votato al primo turno con il 19,13%. Al ballottaggio ottiene il 49,78% dei consensi, venendo sconfitto di misura dal candidato del centrosinistra Stefano Mascaro (50,22%), è comunque eletto consigliere comunale.
Alle elezioni politiche del 2018 si candida alla Camera dei Deputati nel collegio uninominale Calabria - 02 (Corigliano Calabro) per il centrodestra (in quota FdI), ottenendo il 26,34% e venendo sconfitto dal candidato del Movimento 5 Stelle Francesco Sapia (50,10%), non è quindi eletto.
Alle elezioni regionali in Calabria del 2020 si ricandida a consigliere regionale nelle liste di Fratelli d'Italia per la circoscrizione Nord, a sostegno della candidata presidente Jole Santelli: ottiene 2.733 preferenze, ma non viene eletto.
Alle elezioni politiche del 2022 si candida al Senato della Repubblica nel collegio uninominale Calabria - 01 (Corigliano-Rossano) per il centrodestra (in quota FdI), venendo eletto con il 38,12% davanti a Maria Saladino del Movimento 5 Stelle (35,65%) e a Francesca Dorato del centrosinistra (16,16%).